# Jardines Moody
Los Jardines Moody (en inglés: Moody Gardens) es un complejo turístico, con jardín botánico y acuario que es propiedad (a través de un complejo acuerdo) de la ciudad de Galveston, pero que fue fundado y está administrado y mantenido por la poderosa sociedad Moody Foundation, y se encuentra en Galveston, Texas, Estados Unidos. 
Moody Gardens despliega sus atractivos en tres pirámides que albergan diferentes atracciones: el acuario, que es uno de los mayores existentes en el mundo y alberga numerosas especies de peces y otra vida marina; la pirámide de la Selva, que contiene animales y plantas tropicales; y la Pirámide Discovery, que enfoca sus actividades en exhibiciones orientadas al mundo de la ciencia. 
Otra atracción importante es el Palm Beach, un área arenosa ajardinada con lagunas de agua dulce que ofrecen actividades para los niños. Los Moody Gardens también tienen un "RideFilm Theater" con asiento con movimiento según lo requiera el espectáculo, un teatro IMAX tridimensional, barco de vapor de rueda, un  hotel y un centro de convenciones. 
El complejo atrae a muchos turistas locales de la ciudad de Houston y sus suburbios periféricos. Los dueños de los Moody Gardens encargaron un diseño del paisaje a  Geoffrey Jellicoe. Se describe en Jardines de la mente: el genio de Geoffrey Jellicoe (Gardens of the mind : the genius of Geoffrey Jellicoe by Michael Spens (Antique Collectors Club, 1992) que no se ha ejecutado, con todo.  Moody Gardens está abierto todos los días de 10:00 a. m. hasta las 4:00 p. m. excepto sábado 10:00 a. m. hasta las 5:00 p. m.

## Pirámide del Acuario
Esta pirámide está coloreada en azul, y tiene aproximadamente 12 plantas de altura. Los grandes estanques que se contienen en esta pirámide albergan aproximadamente unas 8.000 especies, de peces, invertebrados, mamíferos, reptiles, y plantas. Las especies representan el Pacífico Norte, Pacífico Sur, y las costas de las regiones Antárticas y del Caribe.

## Pirámide de la Selva
Esta pirámide alcanza una altura de 10 plantas, y está coloreada de  blanco con el vidrio claro. Contiene las populares cavernas de los murciélagos y la exhibición de la selva tropical, con las  atracciones del ocelote, coatís, ciervos ratón, y otros animales de la selva tropical en exhibición, así como perezosos y tití de cabeza blanca con itinerancias libres a través de los árboles. El ambiente de la pirámide incluye cascadas, árboles enormes, y animales salvajes. 
Mientras que la selva tropical es una de las mayores atracciones del complejo, en un importante proyecto de mejora y de realce se cerrará provisionalmente, abrirá de nuevo como exposición botánica para el periodo de verano el 28 de abril y cerrará otra vez el 6 de septiembre del 2009. La selva tropical del mundo  terminada tendrá una reapertura en mayo del 2011 con todos los animales actuales más algunos nuevos que se sumaran a la exhibición. Para el verano de 2010 está prevista la introducción de exhibiciones de insectos bajo el epígrafe de "Las maravillas invertebradas del mundo".

## Pirámide Discovery (Descubrimiento)
La pirámide del descubrimiento ofrece los objetos expuestos y la película del paseo (simulador del movimiento). El espectáculo que se muestra en la enorme pirámide (coloreada en color magenta intenso) es, "Forgotten Gateway" (Entrada olvidada): "Venir a América a través de Galveston". 

## Campo de Golf Municipal de Galveston Island
En el 2007 la "Moody Foundation" firmó un acuerdo con la ciudad de Galveston para remodelar totalmente el campo de golf municipal. Se programa para abrir de nuevo en junio del 2008 bajo el epígrafe de Moody Gardens Golf Course. Actualmente está experimentando una renovación presupuestada en $17 millones, incluyendo la adición de nueva hierba de césped, de complejos verdes, elevaciones, irrigación, drenaje, trayectorias de los carros, verdes y de una renovación completa del edificio de la sede del club.
El nuevo campo está diseñado por la firma Jacobsen Hardy Golf Course Design y fue construido para preservar las características históricas del campo antiguo mientras que mejoraba los hoyos y el flujo de campo. Las medidas del par 72 del campo son de 6.900 yardas desde los árboles de la parte posterior, con 5 sistemas de tes para adaptarse a todas las capacidades de los jugadores.

## Festival de Luces
Cada año los "Moody Gardens" llevan a cabo el festival de luces. Los Moody instalan millones de luces de Navidad y docenas de exhibiciones con ocasión del día de la fiesta y tienen acondicionada una pista de patinaje de hielo al aire libre. El restaurante Garden sirve un bufé festivo, mientras que el Colonel Paddlewheel Boat ofrece excursiones nocturnas.